# Коммунистическая партия Того
Коммунистическая партия Того (фр. Parti Comuniste du Togo) — коммунистическая партия, действующая в Того.
Основана 3-4 мая 1980 года на базе Коммунистической группы Того, известной впоследствии как Коммунистическая организация Того. В своих взглядах придерживается политического курса, близкого Албанской партии труда. 
Молодёжной организацией партии является Организация коммунистической молодёжи Того.